# Cibeber I
Cibeber I is een bestuurslaag in het regentschap Bogor van de provincie West-Java, Indonesië. Cibeber I telt 9632 inwoners (volkstelling 2010).